# Prévention spécialisée à l'école
Le concept d'école et prévention spécialisée aborde une rencontre et une pratique éducative française particulière, entre l'école et la prévention spécialisée.

## Un rapprochement entre le travail social et l'institution scolaire
D'une manière générale, l'école relève de l'Éducation nationale, ses acteurs travaillent à la transmission des savoirs, l'action se déroule dans des bâtiments et auprès d'"élèves". Le plus souvent la rencontre avec la prévention spécialisée se fait au niveau du Collège. 
Il  est, en France, un établissement qui a pour mission d'assurer le premier niveau de l'enseignement secondaire, entre l'école primaire et le lycée. Il existe des collèges publics et des collèges privés. Les collèges publics ont le statut d'établissement public local d'enseignement (EPLE).  
De la même manière générale, la prévention spécialisée relève de l'éducation spécialisée, ses acteurs travaillent dans le cadre de la Protection de l'enfance en France, l'action se déroule dans la rue et auprès de "jeunes". 
Normalement les rencontres paraissaient peu "plausibles", pourtant c'est de plus en plus le cas, et c'est même devenu une recommandation. 

### Une proximité physique
La prévention spécialisée et "ses" éducateurs de rue travaillent aux abords des collèges en particulier aux heures de sorties et d'entrées des collèges par exemple. Discrets mais souvent présents ils restent présents car ils "utilisent" ce moment pour donner la possibilité aux "jeunes" d'aller vers eux. Évidemment, la connaissance, le bouche à oreille entre jeunes facilitent les rencontres des éducateurs.

### Une proximité d'intérêt: L'élève versus le jeune
De nombreux jeunes, d'un quartier ou d'un arrondissement bénéficiant de l'implantation d'un club de prévention, peuvent aussi solliciter les éducateurs, pour les conseils de disciplines ou leurs relations avec l'école quand ils en éprouvent le besoin. Ainsi il arrive que les éducateurs, quand ils sont acceptés, puissent entrer dans l'établissement.

### Travailler le "dedans" et le "dehors"
Les services sociaux de l'établissement (assistantes sociales, psychologues) peuvent eux aussi faire appel aux équipes de prévention spécialisée. Et c'est ainsi qu'en toute discrétion ceux-ci participent avec leurs homologues travailleurs sociaux à des accompagnements, des échanges, et parfois aussi a des cosignalements de maltraitance.
De plus en plus, les éducateurs de prévention peuvent intervenir sous diverses formes : "groupe de parole", "intervention sur les maltraitances", mais aussi auprès des enseignants lors de "groupe d'échange".

## Préconisation du CTPS
Réuni le 11 mars 2008, en assemblée plénière, le Conseil technique de la prévention spécialisée (CTPS) a souhaité prendre position sur les coopérations qui se sont mises en place, ces dernières années, au niveau local, entre les services et équipes de Prévention spécialisée et l’Institution scolaire, plus particulièrement les collèges.
Instance de réflexion, placée auprès des ministères sociaux, dont la Direction générale de l’action sociale assure le secrétariat, le CTPS tire ainsi les conclusions d’une recherche action qu’il a impulsée à ce sujet, notamment par la mise en œuvre d’études monographiques sur trois sites (Strasbourg, le Nord et le Var) avec le concours d’un bureau d’étude spécialisé(*)
La Commission permanente du CTPS, réunie le 1er avril 2008, a finalisé sept recommandations qui s’adressent plus particulièrement au Ministère de l'Éducation nationale et aux Départements, chargés de la prévention spécialisée au titre de la protection de l'enfance, mais aussi aux communes, aujourd’hui très sensibilisées à la problématique des collèges, et  aux associations gestionnaires des services et des équipes :
- 1- Sensibiliser les pouvoirs publics aux enjeux des nécessaires évolutions de notre système éducatif au regard de la grave crise de socialisation qui touche aujourd’hui une partie de la jeunesse (échec scolaire de masse, nombreuses déscolarisations précoces, violences urbaines).
- 2- Encourager le développement, sur le terrain, avec pragmatisme, des coopérations entre les établissements scolaires et les acteurs de la Prévention spécialisée afin de  préserver et conforter la fonction de socialisation et de protection des jeunes nécessaire à l’Institution scolaire pour qu’elle puisse continuer à  jouer pleinement son rôle de transmission des savoirs.
- 3- Contribuer, à travers la multiplication de ces coopérations, à la construction de communautés éducatives, plus solides en interne, et plus ouvertes aux partenaires locaux et aux familles en externe.
- 4- Permettre ainsi le développement de processus éducationnels s’inscrivant pleinement dans un triptyque « Parents », « Ecole », Acteurs locaux » destinés à mieux utiliser la diversité des ressources locales et les potentialités des parents trop souvent ignorées, voire méprisées.
- 5- Encourager les départements à construire des politiques éducatives territoriales, au niveau des « années collège », et à promouvoir la Prévention spécialisée comme l'un des vecteurs du développement social local.
- 6- Inciter l’ensemble des institutions concernées (Rectorat, Inspection académique, Conseil général, Communes, etc.) à valider, et soutenir, dans le respect de l’autonomie des acteurs de terrain, les coopérations ainsi instituées au niveau local afin que celles-ci soient moins fragiles et puissent s’inscrire dans la durée.
- 7- Accepter la diversité des coopérations possibles- des plus informelles aux plus formelles- en veillant à ne pas transformer ces collaborations, construites avec pragmatisme en fonction de stratégies éducatives liées à des contextes de vie, en « dispositifs institutionnalisés » et imposés.

Il est en effet essentiel, dans ce domaine, pour être efficace, de préserver les capacités d’initiatives des acteurs locaux et le capital de confiance construit par la prévention spécialisée avec les jeunes et leur environnement, à partir de son travail de rue, grâce à des modalités d’interventions qui lui sont propres